# اینارا لویگاس
اینارا لویگاس (استونیایی: Inara Luigas؛ زادهٔ ۱۳ ژانویهٔ ۱۹۵۹) سیاستمدار و نماینده سابق مجلس اهل استونی است.